# Coleophora tyrrhaenica
Coleophora tyrrhaenica is een vlinder uit de familie kokermotten (Coleophoridae). De wetenschappelijke naam is voor het eerst geldig gepubliceerd in 1951 door Amsel.
De soort komt voor in Europa.